# Parmacella
Parmacella é um género de gastrópode  da família Parmacellidae.
Este género contém as seguintes espécies:
- Parmacella tenerifensis